# Verona Rupes

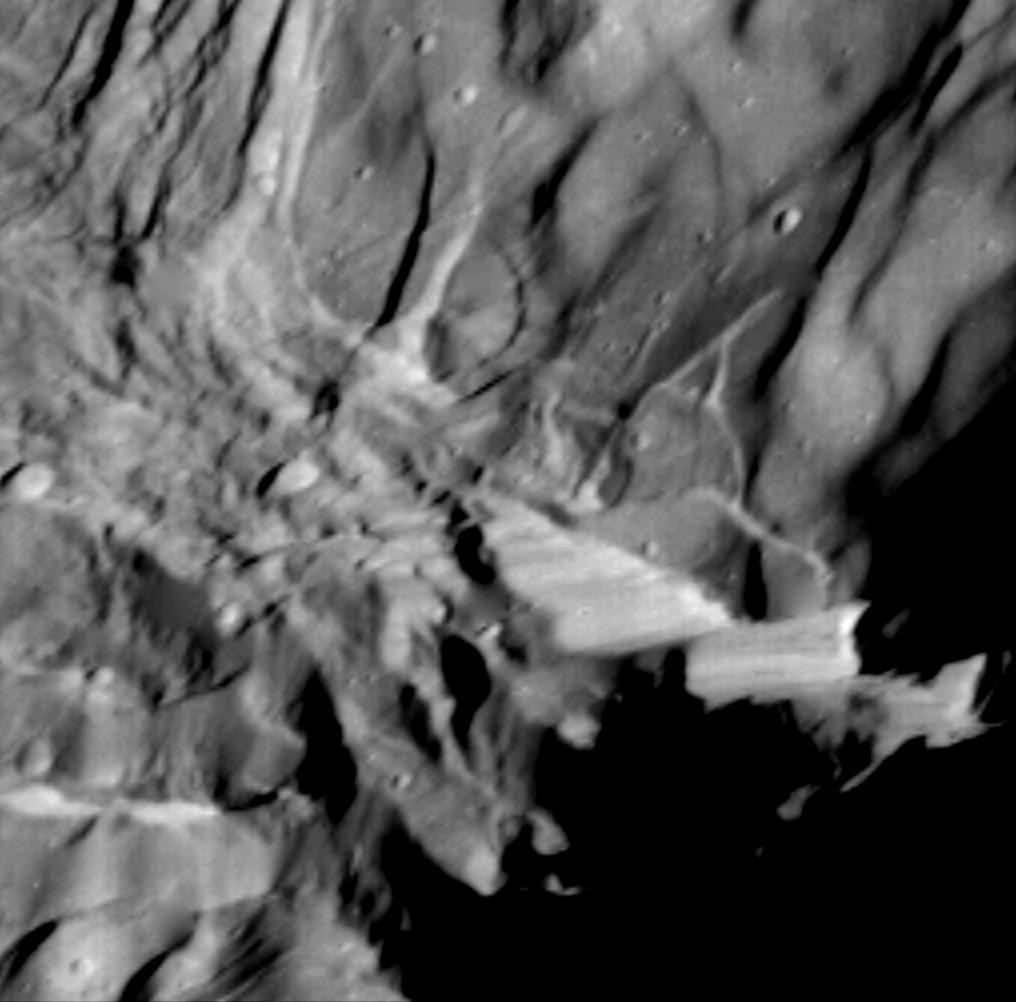
Verona Rupes, dreapta centrului, fotografiată de Voyager 2 în ianuarie 1986.

Verona Rupes este o faleză pe Miranda, un satelit al lui Uranus. A fost descoperit de sonda spațială Voyager 2 în ianuarie 1986. Fața falezei, despre care se credea anterior că ar avea de la 5 la 10 kilometri (3 la 6 mi) înălțime, din 2016 este estimat a avea 20 kilometri (12 mi) înălțime, ceea ce o face cea mai înaltă faleză cunoscută din Sistemul Solar. 
Este posibil să fi fost creat de un impact major, care a cauzat perturbarea și reasamblarea satelitului, sau de ruperea scoarței. 
Având în vedere gravitația scăzută a Mirandei, ar dura aproximativ 12 minute ca un obiect să cadă de sus, ajungând jos cu viteza de aproximativ 200 km/h. 